# Мендес, Франк
Франк Мендес (исп. Francisco Antonio Mendez Chinea, наиболее известен как Frank Mendez, 25 января 1961, Каракас, Венесуэла) — мексиканский и венесуэльский актёр.

## Биография
Родился 25 января 1961 года в Каракасе, в семье иммигрантов из Испании. У него есть брат Имельдо, на три года старше. Работал в Мексике (Televisa) где снялся в двух теленовеллах (Карусель и Просто Мария). Затем вернулся в Венесуэлу и несколько лет работал на телеканале RCTV, а затем вместе с продюсером Архимедесом Риверо перешёл на Venevision. Всего Франк Мендес снялся почти в двух десятках теленовелл с 1988 по 2005 год. В 2006 году после сокращения штатов ушёл с Venevision и в настоящее время занимается бизнесом. У него есть небольшая фирма по продаже запасных частей для подержанных легковых автомобилей. Женат, имеет дочь.

## Фильмография

### Мексика

#### Телесериалы

##### Televisa
- 1989 — Карусель
- 1989-1990 — Просто Мария — Рейнальдо Сотомайор (дубл.Юрий Меншагин).

### Венесуэла

#### RCTV
- 1988 — Abigail
- 1989 — Rubi Rebelde

#### Venevision
- 1989 — La Revancha — Карлос Ледерман
- 1990 — Pasionaria — Борис
- 1991 — Mundo de fieras
- 1992 — Cara sucia
- 1992 — Bellisima
- 1993 — Rosangelica
- 1993 — Por amarte tanto
- 1994 — Maria Celeste
- 1994 — Peligrosa
- 1995 — Dulce enemiga
- 1996 — Como tu ninguna
- 1999 — Cuando hay pasion
- 2000 — Hechizo de amor
- 2001 — Mas que amor.. Frenesi — Самасаро.
- 2002 — Mambo y canela — Россо.
- 2005 — El amor las vuelve locas